# Culex reducens
Culex reducens är en tvåvingeart som beskrevs av Lane och Charles Otis Whitman 1951. Culex reducens ingår i släktet Culex och familjen stickmyggor. Inga underarter finns listade i Catalogue of Life.